# In trappola (film 1998)
In trappola (Captured) è un film del 1998 diretto da Peter Liapis.